# 佐鳴湖病院
医療法人福慈会 佐鳴湖病院（さなるこびょういん）は、静岡県浜松市にある精神科治療を行う病院。

## 概要
1958年（昭和33年）11月に開設された。
日本精神科病院協会（日精協）に加盟している。

## 診療科
- 精神科
- 神経科

## 所在地
- 〒432-8021：静岡県浜松市中央区佐鳴台六丁目3番18号

## 周辺
- 佐鳴湖
- イオン浜松西ショッピングセンター